# Eleocharis bolanderi
Eleocharis bolanderi är en halvgräsart som beskrevs av Asa Gray. Eleocharis bolanderi ingår i släktet småsäv, och familjen halvgräs. Inga underarter finns listade i Catalogue of Life.